# Acanthoscurria geniculata
- Commons
- Wikispecies

Acanthoscurria geniculata é uma espécie de aranha pertencente à família Theraphosidae (tarântulas).